# Human Zoo
Pour plus de détails, voir Fiche technique et Distribution.
Human Zoo est un film français réalisé par Rie Rasmussen et sorti en 2009.

## Synopsis
À Marseille, une immigrée albano-serbe et un Américain se rencontrent...

## Fiche technique
- Titre : Human Zoo
- Réalisation : Rie Rasmussen
- Scénario : Rie Rasmussen
- Société de production : EuropaCorp
- Société de distribution : EuropaCorp Distribution (France)
- Pays d'origine :  France
- Langues originales : anglais, serbe, français et albanais
- Durée : 110 minutes
- Date de sortie :
  - Allemagne : 5 février 2009 (Festival de Berlin)
  - Danemark : 18 avril 2009 (Festival CPHPIX)
  - France : 2 septembre 2009

## Distribution
- Hiam Abbass
- Vojin Cetkovic
- Nikola Djuricko
- Branislav Cecic
- Daphné Hacquard
- Rie Rasmussen
- Branislav Tomasevic